# Pylamorpha
Pylamorpha är ett släkte av fjärilar. Pylamorpha ingår i familjen mott.
Kladogram enligt Catalogue of Life:
| Pylamorpha | \| \| Pylamorpha albida \| \| \| \| \| \| Pylamorpha cristata \| \| \| \| |
|            | \| \| Pylamorpha albida \| \| \| \| \| \| Pylamorpha cristata \| \| \| \| |
|            | Pylamorpha albida                                                         |
|            |                                                                           |
|            | Pylamorpha cristata                                                       |
|            |                                                                           |